# 安倍明義

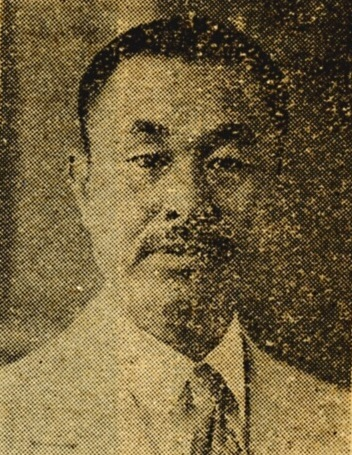
安倍明義肖像

安倍明義（日语：／ Abe Akiyoshi */?，1891年12月22日—1951年），日本福島縣人，教育家、臺灣歷史研究者，著有《蕃語研究》、《臺灣地名研究》二書。

## 生平
安倍明義1891年12月22日出生於福島縣標葉郡幾世橋村大字棚鹽字穴田（今福島縣雙葉郡浪江町棚鹽穴田），1906年入讀福島縣立相馬中學校（今福島縣立相馬高等學校），1911年畢業:163，翌年赴臺灣總督府國語學校就讀，1913年畢業:124後獲得甲種臺灣公學校教諭免許，前往臺東擔任馬蘭公學校（今臺東縣臺東市馬蘭國民小學）勤務及臺東公學校（今國立臺東大學附設實驗國民小學）勤務。同年8月被派赴都歷公學校（今臺東縣成功鎮信義國民小學）擔任勤務，1915年升任該校校長，翌年又兼任9個月的都鑾公學校（今臺東縣東河鄉都蘭國民小學）校長（該兩間小學均為阿美族部落學校）。1918年安倍調回馬蘭當校長，1919年改任臺東廳視學:124，1921年任臺灣總督府廳屬兼臺東廳勤務。
安倍明義在臺東任職時曾數度擔任臺灣教員檢定委員會臨時書記，於1926年發表〈國語普及相關研究〉，獲久邇宮殿下教育獎勵論文佳作，1928年再以〈國語練習會用書稿本乙種〉獲一等賞，同年1928年及1935年二度獲得臺灣教育會舉辦的「全島教育功勞賞」。1929年5月返回母校臺灣總督府臺北第一師範學校（之前的國語學校，今臺北市立大學博愛校區）擔任教諭，兼任臺灣總督府文教局編修:163，10月辭掉教諭一職，轉任文教局視學官，在督學室工作，為高等官七等，後又調任文教局編修課囑託，從事教科書之編修工作，為《臺灣日日新報》主筆尾崎秀真同事。其到1942年為止一直擔任囑託，最終在二戰過後的1951年過世。

## 學術研究
安倍明義因擔任視學，時常往來原住民地區考察，會於學術性刊物發表其對卑南族、阿美族社會文化觀察之成果:163，根據人類學家土田滋整理，其總共寫了22篇論文。在都歷公學校任職期間，曾將論文〈阿眉蕃語研究〉送至1916年5月的臺灣勸業共進會評比，獲審查長高橋辰次郎推薦，故決定進行後續研究。1930年12月安倍於臺北成立「蕃語研究會」，該會甫成立即出版安倍明義自己寫的《蕃語研究》一書，該書初版本有臺灣總督石塚英藏題字「皇風洽六合」、臺北帝國大學總長幣原坦題字「釋詁釋言」，臺灣總督府文教局長杉本良、臺北帝國大學教授小川尚義亦有寫序。該書記載的「蕃語」全部採用片假名記載，也使用一些補助記號標記，而「蕃語」僅收錄臺東廳主要的7族，分別為（阿美族）、（卑南族）、（排灣族）、（魯凱族）、（布農族）、 （達悟族）、加禮宛（噶瑪蘭族）7種語言，共約2000個單詞，另有詞彙比較表，為其在文教局服務時出差調查北部原住民所得。1938年安倍明義出版《臺灣地名研究》，獲幣原坦題字「千載傳名」，臺灣總督府圖書館（今國立臺灣圖書館）館長山中樵作序。安倍在書中將臺灣地名之來源分作原住民、西方人、漢人、日本人4類，除翻閱文獻外，亦有進行田野調查。